# Емералд Ајл (Северна Каролина)
Емералд Ајл (енгл. Emerald Isle) град је у америчкој савезној држави Северна Каролина.

## Демографија
По попису из 2010. године број становника је 3.655, што је 167 (4,8%) становника више него 2000. године.
| Група             | 2000.         | 2010.         |
| Белци             | 3.335 (95,6%) | 3.483 (95,3%) |
| Афроамериканци    | 28 (0,8%)     | 22 (0,6%)     |
| Азијати           | 22 (0,6%)     | 28 (0,8%)     |
| Хиспаноамериканци | 57 (1,6%)     | 72 (2,0%)     |
| Укупно            | 3.488         | 3.655         |